# Bratz (série de televisão)

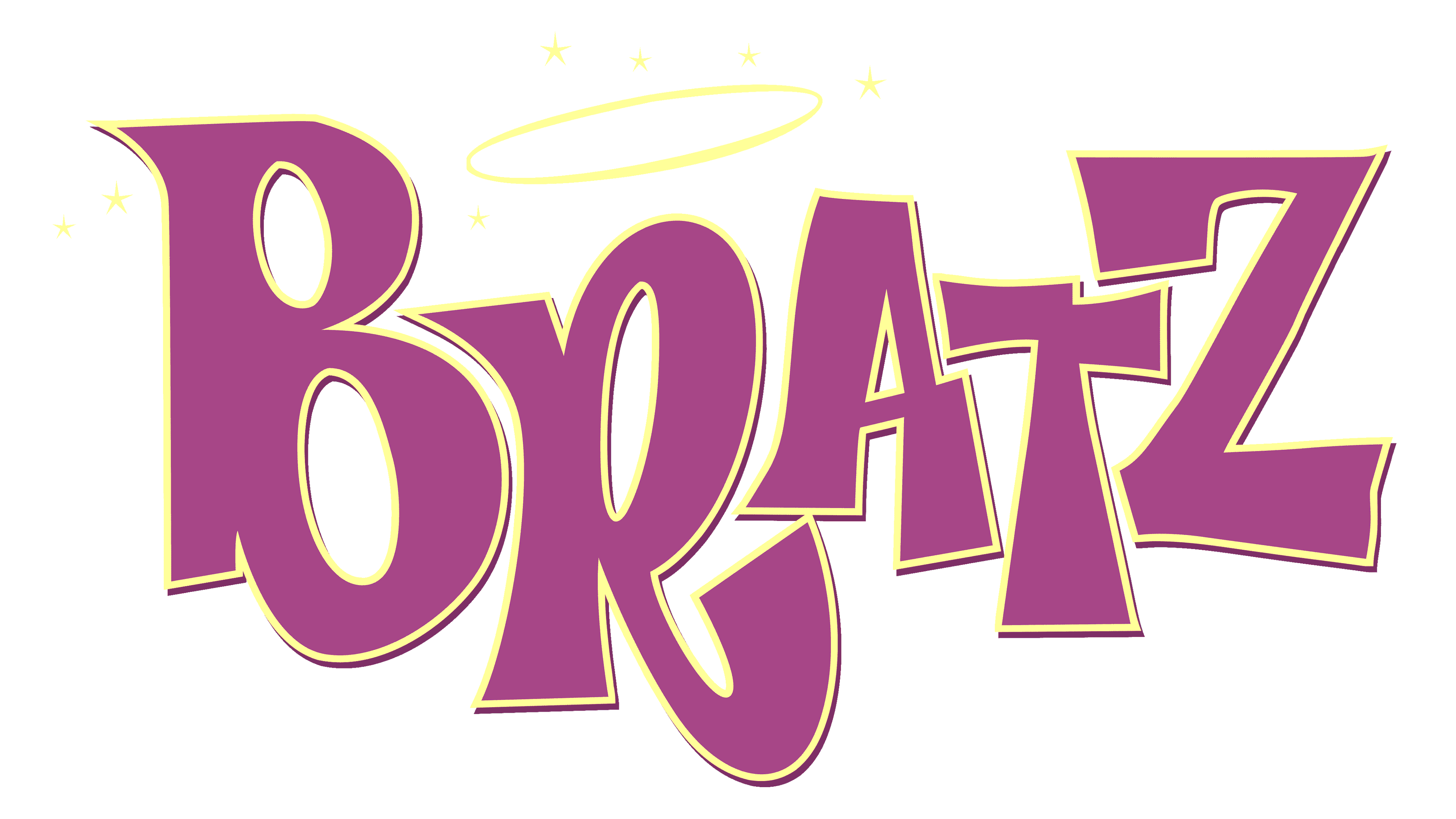
Logo da série

Bratz é uma série animada exibida pelo canal Boomerang, de segunda à sexta às 10:30 e aos domingos às 11:00. Em Portugal, foi exibida na SIC e agora é exibido na SIC K e foi exibida originalmente entre 10 de setembro de 2005 e 26 de fevereiro de 2008 no canal americano Fox.

## História
Tudo começou com quatro meninas adolescentes que têm paixão pela moda. São elas: Jade, Cloe, Yasmin e Sasha. Nas férias, Jade consegue um trabalho como assistente da editora da revista Seu Lance, mas ela é despedida. A partir daí, as Bratz decidem lançar a sua própria revista adolescente de moda e estilo. Montam seu escritório e começa a revista Bratz.

## Personagens
Principais
- Cloe - loira, olhos azuis e pele clara; edita a coluna de conselhos da revista e tem uma queda por Cameron. Seu apelido é anjinho. Em Bratz: O Filme Live Action, ela mostra-se ser boa em esportes, entrando para o grupo das Esportistas/Atletas. (é dublada por Flávia Saddy)
- Jade - cabelo preto, olhos castanho-claro, pele clara e também é oriental; tem uma enorme criatividade e edita a coluna da moda. É muito amiga e muito tímida. Seu apelido é gatinha. Em Bratz: O Filme Live Action, ela é boa por ciências, isso porque seus pais querem que ela seja perfeita, entrando para o grupo dos Nerds.  (é dublada por Fernanda Fernandes)
- Sasha - cabelo castanho-escuro, olhos verde e pele negra. Muito mandona e atrevida, e adora hip hop e funk e é boa na dança. Seu apelido é docinho Em Bratz: O Filme Live Action, ela é retratada como confiante, sendo ótima na dança, por isso entra no grupo das Líderes de Torcida, e sendo uma delas (é dublada por Adriana Torres)
- Yasmin - cabelo castanho, olhos castanho-escuro, pele morena, com uma pinta perto do olho (esquerdo). Tem uma amizade colorida com Eitan. Adora as amigas, mas às vezes dá uma "bola fora" .Seu apelido é linda princesa. Em Bratz: O Filme Live Action, ela não entra em nenhum grupo, mas revela gostar de cantar. é dublada por Sylvia Salustti)

Outras personagens
- Cameron - menino loiro que gosta da Cloe; ajuda sempre que pode ela e as Bratz. Em Bratz: o Filme Live Action, ele era o namorado de Meredith, até a chegada de Cloe. No final do filme, ele termina com Meredith e Cloe beija ele na bochecha. Deixando Meredith enfurecida.
- Burdine - dona, presidente e editora da revista Seu Lance, é uma mulher que ama rosa e tem como estagiárias as Gêmás, vive tentando arruinar a revista das Bratz, pois elas vendem mais que a sua revista. (é dublada por Márcia Morelli)
- Gêmás/Diabogêmeas - são duas irmãs gêmeas que fazem de tudo para Burdine; são elas a Kirstee e a Kaycee, sendo que uma delas já fez mais de dez cirurgias plásticas no nariz, por isso sempre anda com um curativo, que aparecer atrair todos os tipos de objetos e paredes.
- Eitan - amigo das bratz e gosta da Yasmin e trabalha na barraca dos sucos
- Dylan - amigo das Bratz e de Cameron, ele é uma pessoa que se acha o maioral e bonitão; tem um péssimo senso de humor, sempre tenta conseguir um encontro e tem um fraquinho pela Jade, apesar de não parecer.
- Alonce - cantora e melhor amiga das Bratz principalmente da Docinho (Sasha).